# インナーボール
インナーボール（英：Kegel_ball）とは、女性器の膣及び骨盤底筋を鍛える道具のことである。
一般的には『膣トレグッズ（ちつとれぐっず）』と呼ばれる。

## 概要
膣トレ（膣圧トレーニング）に用いられる。
膣内に挿入することにより骨盤底筋群の筋力のアップ及び、膣トレの負荷をアップさせるのが目的とされる。

## インナーボールの用途と一般的な認知

### 目的別のインナーボールの用途
インナーボールは、主に膣の健康維持、膣内を鍛えるために使用する。主に、年齢を重ねると多くなる悩みの一つ「尿もれ」や出産を経験すると感じる「産後の膣のゆるみ」の改善、オーガズムの向上に効果を期待できると言われている。
フランスでは、インナーボールを使ったトレーニングを社会保険適用の上で医師から処方されている。
尿もれ・出産後の膣のゆるみは、内臓を支える骨盤（骨盤底筋）が衰えが原因であることが多い。

## インナーボールの種類
インナーボールには様々な種類がある。

### ボールの重さによる違い
インナーボールは種類によって重さが異なる。重さは、40～120gと幅広い。
インナーボールの重さによって膣内の収縮する力が変わり、重さによってトレーニングの負荷を調整する。

### 振動（バイブ）機能付きによる違い
インナーボールには、振動（バイブ）付きの種類があるが必要機能ではなく、セルフプレジャーに使用する機能である。

## インナーボールの注意点[3]
インナーボールは、衛生面に注意すべき道具である。
不衛生なインナーボールを使用した場合、膣炎の恐れがある。
長時間の使用は推奨されておらず、インナーボールは、1回15分程度の使用が効果的と言われている。

## インナーボールの使い方[5]

### 基本的な使い方
1. 全身の力を抜いて、膣にインナーボールを挿入
2. 膣（骨盤底筋）引き締め、インナーボールが膣から出ないようにキープ
3. 10~15分くらいを目途にトレーニングを行う

### 『ながら膣トレ』について
インナーボールを膣内に入れた状態で日常生活をすることはできる。
俗称であるが『ながら膣トレ』と呼ばれている。

#### ながら膣トレの注意点
ながら膣トレはインナーボールを膣内に入れて意識的に引き締めなければ効果はない。
また、長時間のインナーボールの挿入は衛生面で気を付けなければならない。

### インナーボールが膣から落ちる原因[6]
主に以下の3つの原因が考えられる
1. インナーボールが重すぎるor形状が合ってない
2. 膣圧が弱い（骨盤底筋の筋力不足）
3. 潤滑液の付けすぎ

### 生理中のインナーボールの使用について[7]
生理（月経）の時は膣内の粘膜が非常に敏感となるため使用は推奨されていない。

### 妊娠中のインナーボールの使用について
妊娠中の使用は推奨されていない。
妊娠時は子宮が膨らみ膀胱を圧迫し頻尿になる可能性が高い。インナーボールを使うことでさらに頻尿を悪化させる可能性がある。

### 産後のインナーボールの使用について[8]
出産後の使用については約1か月後から使用は可能と言われている。
ちなみに、性交渉も産後1か月後からが推奨されている。

## インナーボールの長時間の使用について
インナーボールの長時間の使用は推奨されていない。
不衛生なインナーボールの長時間の使用により膣炎になる恐れがある。

## インナーボール使用による腹痛について[9]
インナーボールの使用により下腹部の腹痛が起きることがある。
原因は以下の3点と考えられている
1. 筋肉痛
2. インナーボールのサイズが合っていない
3. 膣が内部で傷ついている

インナーボール使用から間もない時期は筋肉痛であることが多い。
2~3日で回復が見込める。

## インナーボールを挿入しながらの睡眠について
インナーボールを挿入しながらの睡眠は推奨されていない。また、骨盤底筋を鍛えることも期待できない。
推奨されていない理由3つ
1. 膣トレ効果なし
2. 膣が不衛生になる
3. 頻尿になる

インナーボールにより膀胱が圧迫されるため、尿意を感じやすくなる。

## インナーボールの重さについて
インナーボールの重量には差がある。
一般的には重い方が骨盤底筋への負荷がアップして効果が増すと言われている。
- 初心者は30~50g
- 中級者は60~80g
- 上級者は90~110g

が推奨されている。

### インナーボールの重さは関係ないという考え方について
重い方が負荷がアップするというのは客観的事実として考えられるが、膣圧は重さに慣れやすいため、トレーニングの負荷に大きな差はないとも考えられている。
やはり重要なのはいかにインナーボールを引き締めるかという筋肉への意識であるとも言われている。